# El dorado (álbum de Revólver)
El Dorado es el tercer álbum de estudio del grupo español de rock Revólver, publicado el 6 de marzo de 1995 por Warner Music. El éxito del álbum supuso la consolidación de Carlos Goñi como uno de los referentes del pop español en la década de 1990, que obtuvo con el primer sencillo, «No va mas», un nuevo número uno en la lista de éxitos de 40 Principales.

## Historia
Tras la grabación de Si no hubiera que correr en 1992, Carlos Goñi encabezó Revólver como un proyecto meramente personal y se desligó de la primera formación del grupo, integrada por Rafael Picó, Sergio Roger y Jorge Lario. Además, realizó una gira de conciertos en formato acústico que acabaron en la grabación de Básico, el primer concierto de 40 Principales con el formato de los MTV Unplugged. El álbum supuso la consolidación de Revólver en el panorama musical español con los éxitos de «Si es tan solo amor» y «Dentro de ti», que consiguieron el primer puesto en la lista de éxitos de 40 Principales.
Goñi aprovechó la ocasión para promocionar Revólver con una gira de conciertos que duró casi dos años, antes de entrar de nuevo en el estudio de grabación. El resultado, El Dorado, fue grabado entre Londres y Marbella en apenas dos meses entre diciembre de 1994 y enero de 1995, y contó con el respaldo de músicos ingleses como Neil Harland, Paul Smith, George Hall y The Kick Horns, una sección de vientos conocida por su colaboración con The Rolling Stones, y con la producción musical de Mick Glossop, con quien trabajó anteriormente en Básico. A diferencia de su predecesor, El Dorado incluyó una mezcla de géneros musicales como el tex-mex, el country y el blues, y sirvió de homenaje a una de sus influencias, Bruce Springsteen, en temas como «El Dorado», «Esperando mi tren» y «Por un beso», que incluyen un sonido muy cercano al de la E Street Band. La notoria similitud de sonido entre ambos le valió el sobrenombre de «el Bruce Springsteen español» por parte de algunos medios de comunicación. Según comentó Goñi: «Con Eldorado me la jugué. Era un álbum que me debía a mí mismo. En su momento se me reprochó que sonara demasiado parecido a Springsteen, lo cual puede resultar gracioso si tenemos en cuenta que Oasis suenan demasiado parecidos a The Beatles y la crítica británica les ha calificado como el mejor grupo de pop de la década. Bruce Springsteen ha sido una figura capital para mí, y hacer un disco inspirado en su estilo era algo vital».

## Recepción
Tras su publicación, El Dorado obtuvo un éxito comercial similar al primer básico del grupo. El álbum alcanzó el segundo puesto en la lista de discos más vendidos de España, elaborada por AFYVE, solo superado por Greatest Hits de Bruce Springsteen, mientras que el primer sencillo, «No va más», alcanzó un nuevo número uno en la lista de éxitos de 40 Principales, al igual que un año antes las canciones «Dentro de ti» y «Si es tan solo amor». Goñi no volvió a conseguir un número uno en la lista de éxitos hasta cinco años después con la canción «San Pedro», del álbum Sur. Además, el álbum fue certificado como disco de platino.
A nivel de crítica, algunos periodistas resaltaron la excesiva similitud del sonido de El Dorado con Bruce Springsteen en varias canciones. Al respecto, Juanjo Ordás escribió para la revista Efe Eme: «Es una grabación lujosa y bien hecha, pero el espíritu de Springsteen marcó en exceso sus canciones clave».
En 2002, Warner Music remasterizó y reeditó El Dorado junto al resto del catálogo musical del grupo con varios temas adicionales: tres versiones en directo de «El Dorado», «No va más» y «Twist and Shout», grabados respectivamente en Oviedo, San Lorenzo de El Escorial y Valencia entre 1995 y 2001.

## Lista de canciones
Todas las canciones escritas y compuestas por Carlos Goñi excepto donde se anota. 
| N.º | Título                                             | Duración |  |
| 1.  | «Tú y yo»                                          |          |  |
| 2.  | «El Dorado»                                        | 5:10     |  |
| 3.  | «Por un beso»                                      | 5:08     |  |
| 4.  | «No va más»                                        | 4:31     |  |
| 5.  | «El aire sabe a veneno»                            | 5:06     |  |
| 6.  | «Esperando mi tren»                                | 7:14     |  |
| 7.  | «Lisa y Fran»                                      | 4:22     |  |
| 8.  | «La fortuna»                                       | 3:57     |  |
| 9.  | «Nacidos para la gloria»                           | 5:36     |  |
| 10. | «Si es por ti»                                     | 6:10     |  |
| 11. | «Dios en agosto está de vacaciones» (Instrumental) | 2:43     |  |

| Pistas adicionales (reedición de 2002) |                                         |                               |          |  |
| N.º                                    | Título                                  | Escritor(es)                  | Duración |  |
| 12.                                    | «El Dorado» (En directo)                |                               | 8:11     |  |
| 13.                                    | «No va más» (En directo)                |                               | 5:33     |  |
| 14.                                    | «Twist and Shout/La bamba» (En directo) | Medley-Russell/Ritchie Valens | 7:17     |  |

## Personal
- Carlos Goñi: guitarra, armónica, teclados, guitarra slide, arreglos de cuerda y voz
- Neil Harland: bajo
- Paul Smith: batería y percusión
- George Hall: teclados
- Cristina González: coros
- Mary Jamison: coros
- The Kick Horns: sección de vientos
- Gino Pavone: percusión
- Cuco Pérez: acordeón
- Miguel Morell: saxofón
- Raúl Pérez "Lulo": trompeta

## Posición en listas
| País   | Semanas | Semanas | Semanas | Semanas | Semanas | Semanas | Semanas | Semanas | Semanas | Ventas | Certificación |
| País   | 1       | 2       | 3       | 4       | 5       | 6       | 7       | 8       | 9       | Ventas | Certificación |
| ------ | ------- | ------- | ------- | ------- | ------- | ------- | ------- | ------- | ------- | ------ | ------------- |
| España | 2       | 3       | 2       | 4       | 4       | 5       | 7       | 9       | 10      |        |               |